# Julia Hero
Julia Hero est une joueuse allemande de volley-ball née le 20 octobre 1992 à Wadern. Elle mesure 1,85 m et joue au poste de réceptionneuse-attaquante. 

## Clubs
| Club               | De        | À         |
| ------------------ | --------- | --------- |
| TV Lebach          |           | 2007-2008 |
| VC Olympia Berlin  | 2008-2009 | 2009-2011 |
| VT Aurubis Hamburg | 2011-2012 | 2012-2013 |
| Köpenicker SC      | 2013-2014 | …         |